# 翠竹街道
翠竹街道，是中华人民共和国广东省深圳市罗湖区下辖的一个乡镇级行政单位。

## 行政区划
翠竹街道下辖以下地区：
百仕达社区、新村社区、翠岭社区、水贝社区、翠辉社区、民新社区、木头龙社区、翠竹社区、翠平社区、翠宁社区、愉天社区和翠锦社区。